# Saint-Julien-de-l'Herms
Saint-Julien-de-l'Herms là một xã của tỉnh Isère, thuộc vùng Rhône-Alpes, đông nam nước Pháp.